# Compos mentis
Compos mentis è una locuzione latina che indica pressoché letteralmente la condizione (normale) di chi abbia il controllo della propria mente, analogamente alla locuzione compos sui, che indica più genericamente chi abbia il controllo di se stesso (cioè si renda conto di quello che sta facendo e delle relative conseguenze).
Entrambe le locuzioni sono spesso usate nella forma negativa (non compos mentis, non compos sui), con particolare riferimento al mondo del diritto nel quale sono usate, talvolta come eufemismo per segnalare la mancanza di capacità di intendere e di volere (permanente o temporanea), particolarmente a proposito di atti compiuti per impulso. L'ambito in cui il completo dominio sulle proprie azioni rileva maggiormente è quello dell'accertamento della responsabilità penale, stante un principio giuridico che in alcuni ordinamenti ammette l'esclusione della responsabilità quando il fatto criminoso sia compiuto in assenza di specifica volizione e consapevolezza dei suoi probabili effetti.
Ma anche nel senso ordinario, la locuzione compos mentis è usata per indicare l'avvenuto riscontro di un'ordinaria pienezza di facoltà intellettive, più spesso nel senso di escludere che la persona di cui si tratta abbia evidenziato elementi tali da far dubitare della sua lucidità.